# 大本修
大本 修（おおもと・おさむ、 1925年4月1日 - 2008年10月15日）は、日本の電気工学者。工学博士。

## 来歴
1925年4月1日、岡山県上房郡有漢町（現在の高梁市）出身。1944年に関西中学校を卒業後、旧制第六高等学校を経て芝浦工業専門学校に入学。主に電気工学を専攻とする。
戦後の学制改革により芝浦工業大学となった後に卒業。その後はアメリカ合衆国へ渡り、マサチューセッツ工科大学客員研究員、アメリカ航空宇宙局（NASA）客員研究員などを務める。NASA時代にはアポロ計画に参画、人工衛星取付用太陽電池の開発に携わっている。
1973年に芝浦工業大学工学部教授に就任。1991年から1997年までの6年間、芝浦工業大学学長を務めた。

### 野球との関わり
その一方では野球をこよなく愛した人物として知られ、野球用バットの素材の研究にも手を広げている。
1960年代には、アメリカ合衆国のスポーツ用品メーカーよりも早い段階で金属バット開発に取り組み、いち早く成功させたと云われる。その実績を買われて1970年代に高校野球公式戦などで金属バットが採用された際には、通商産業省の製品安全協会安全管理委員会委員長として、金属バットの安全基準の認定に関わっている。
1973年から1998年まで、日本プロ野球機構コミッショナー顧問を務めた。1985年には下田武三（当時のコミッショナー）の依頼を受け、木製バット折損事故を防止するためのコミッショナー諮問機関である『バット問題諮問委員会』委員長に就任、木製バットの安全基準作りに尽力した。
2000年に野球用木製バットの資源である国内産アオダモの資源供給問題が浮上したことから、大本の発案により「アオダモ資源の育成」が呼び掛けられ、プロ・アマを超えて野球界全体で賛同を得られたことでNPO法人『アオダモ資源育成の会』が結成されている。
2008年10月15日、前立腺癌のために死去。83歳没。
2012年1月13日、生前のバット研究を通して野球界の発展に寄与したことを評価され、野球殿堂特別表彰委員会により殿堂顕彰が決定した。

## 賞詞
- 勲三等旭日中綬章（2001年）

## 役職
- 芝浦工業大学 学長
- 日本プロ野球機構 コミッショナー顧問
- 日本高等学校野球連盟 顧問
- アオダモ資源育成の会 会長